# Dirka po Franciji 1934
Dirka po Franciji 1934 je bila 28. dirka po Franciji, ki je potekala leta 1934.
To prvenstvo je bilo prvo, na katerem je povprečna hitrost zmagovalca presegla 30 km/h.

## Pregled
| Kategorije                          | Podatki       |
| ----------------------------------- | ------------- |
| Začetek-konec                       | Pariz - Pariz |
| Dolžina (km)                        | 4.470         |
| Število etap                        | 23            |
| Povprečna hitrost zmagovalca (km/h) | 30,360        |
| Kolesarjev                          | 60            |
| Tekmo končalo                       | 39            |